# دوشنگکی-زدروی
دوشنگکی-زدروی (به لهستانی:  Duszniki-Zdrój) یک منطقهٔ مسکونی در لهستان است که در شهرستان کووزکو واقع شده‌است. دوشنگکی-زدروی ۲۲٫۲۸ کیلومتر مربع مساحت و ۵٬۱۱۳ نفر جمعیت دارد و ۵۸۳ متر بالاتر از سطح دریا واقع شده‌است.

## خواهرخوانده
شهرهای باد زولزا و اشچیانکا خواهرخوانده‌های دوشنگکی-زدروی هستند.